# 히로시마 홈 TV
히로시마 홈TV는 1970년 12월 1일 히로시마현의 3번째 민영방송국으로 개국했다.
약칭은 HOME, 콜사인은 JOGM-DTV이다.

## 연혁
- 1970년 12월 1일 개국. 민방 텔레비전 방송국 개국은 히로시마현에서 3번째.
- 1974년 4월 1일 ANN(All-nippon News Network) 발족·가맹.
- 1975년 10월 1일 TV 신히로시마(TSS) 개국에 따라 개국 당시부터 방송하고 있던 일부 후지 TV계열 프로그램이 TSS로 이행하게 되어 일부 니혼TV계열 프로그램이 TSS의 개국에 의해 후지TV 제작 프로그램의 이행을 끝마친 히로시마 TV 방송(HTV)으로 이행한다. 여기서 적지만 주고쿠 방송(RCC)에서 방송되고 있던 NET-TV계 프로그램이 RCC에서 반환되었고 이를 통해 NET-TV계(ANN)완전가맹국화를 완료한다. (민간방송 교육협회제작 프로그램은 계속해서 RCC가 방송하게 된다).
- 1985년 11월 14일 음성다중방송 개시.
- 1986년 4월 1일 약칭을 UHT에서 HOME으로 변경.
- 1997년 5월 2일 대한민국 대구경북권 지역 민방인 TBC 대구방송 업무 제휴
- 2006년 10월 1일 지상파 디지털 텔레비전 방송 개시.
- 2011년 7월 24일 지상파 아날로그 텔레비전 방송 완전 종료.

## 네트워크의 변천
- 1970년 12월 1일 NET-TV계열국으로서 개국. ANN발족 후 첫 번째로 개국한 방송국이기도 하다.개국 당시의 네트워크 준 중심방송국은 마이니치 방송.
  - 개국시주고쿠 방송에서 대부분의 프로그램이 이행된다. (※나머지는 히로시마 TV 방송에서 이행) 그리고 히로시마 TV 방송에서 방송되지 못한 니혼TV·후지 TV 프로그램도 방송하기 시작했다.
- 1975년 3월 31일 간사이지역 준 중심방송국 네트워크 교환에 의해 네트워크 준 중심방송국을 마이니치 방송에서 아사히 방송으로 변경하면서 주고쿠 방송과 간사이지역 방송국 제작 네트워크 프로그램을 교환.
- 1975년 10월 1일 TV 신히로시마 개국에 의해 후지 TV 프로그램이 TSS에, 니혼TV 프로그램이 히로시마 TV 방송에 이행되면서 중단되는 동시에 주고쿠방송에서 민간방송 교육협회제작분을 제외한 이행되지 않았던 프로그램들이 이행되어 NET-TV→텔레비 아사히계열 완전가맹국화 완료. (다만, 1979년경까지 일부 TV 아사히계열 프로그램을 주고쿠 방송에서 프로그램 판매형태로 계속 방송하고 있었기 때문에 완전히 이행된 것은1980년경이다.)

### 신문 자본과 텔레비전 네트워크 관계
히로시마 홈TV(UHT→HOME)는 ANN 계열에 속하는 동시에 아사히 신문의 관계회사로 자리매김하지만 주고쿠 신문과의 관계도 깊어 주고쿠 신문의 CM이 방영되고 있다. 또, 1970년대에는 지방뉴스가 「주고쿠 신문 뉴스」라는 명칭으로 방송되었던 시기가 있었다.
또, 요미우리 신문과도 자본관계가 있어서 TSS 개국전까지는, 니혼TV 프로그램(요미우리 자이언츠 경기 포함)을 동시방송하던 일이 있었다.
그리고 준 중심방송국 네트워크 교환 전까지는 마이니치 방송(MBS)도 주주의 일원이었었다.
개국 당시에는 일본교육TV(NET-TV, 현재의 TV 아사히)를 중심방송국으로 정하면서도, TSS 개국 전까지는 히로시마 TV 방송(HTV)에서 방송되지 않는 니혼TV나 후지TV 프로그램도 상당수 방송되었고 UHT의 편성에서 제외된 ANN 계열 프로그램의 일부는 RCC(TBS계)로 방송되었다.
RCC로 방송된 NET-TV계열 프로그램은 1사 제공 프로그램이나 MBS 제작 프로그램(도쿄 12채널계열 프로그램도 포함)이 많았고, 준키국 네트워크 교체 직후에는 ABC 제작 프로그램을 RCC가 계속해 방송한 일도 있었다(MBS 제작 프로그램 중에는, 네트워크 교체 후에도 TBS계열 프로그램으로서 계속 방송된 것이 있다).
이것은 개국 당시 중계국 정비문제로 홈 TV를 수신 할 수 없는 지역이 있어서 수신 가능한 지역이 넓은 RCC(또는 HTV)로의 방송을 희망한 스폰서등의 의향이나, ABC·MBS·RCC가 라디오에서는 JRN·NRN의 크로스넷 방송국이었다는 것,그리고 RCC가 마이니치 신문·아사히 신문과 친밀한 관계였다는 데에서 기인한다.
이 결과, TSS 개국 전까지 히로시마 지구의 네트워크 계약 상황은(굵은 글씨의 방국이 중심계열국의 도쿄중심국· 오사카 준키국)
RCC=TBS·ABC→MBS／NET·MBS→ABC

HTV=NTV·YTV／CX·KTV／NET·MBS

UHT=NET·MBS→ABC／NTV·YTV／CX·KTV
위에서 서술한대로 복잡하게 얽혀져 있었다.
또한, TSS 개국 후에도 1970년대 후반까지는, UHT에서 편성을 하지못한 NET-TV→TV아사히계열 애니메이션 프로그램이 RCC로 방송된 사례가 있었다.

## 특징
- 1986년 4월 1일 약칭을 UHT에서 현재의 HOME로 바꾸었다.
- 개국 당시부터 오랫동안 인접지역에 NET-TV(현·TV 아사히) 계열국이 없었기 때문에 야마구치현동부나 바다건너 에히메현에서 수신하고 있는 사람들도 있었다.

## 히로시마현에 있는 다른 텔레비전·라디오 방송국
- NHK 히로시마 방송국
- 주고쿠 방송(RCC)(TV는 도쿄 방송 계열국, 라디오는 JRN&NRN계열국)
- 히로시마 TV 방송(HTV)(니혼 TV 계열)
- TV 신히로시마(tss)(후지 TV 계열)
- 히로시마 FM방송(JFN 계열)